# Xanthomendoza hasseana
Xanthomendoza hasseana är en lavart som först beskrevs av Räsänen, och fick sitt nu gällande namn av Søchting, Kärnefelt & S. Y. Kondr. Xanthomendoza hasseana ingår i släktet Xanthomendoza och familjen Teloschistaceae.   Inga underarter finns listade i Catalogue of Life.

## Källor

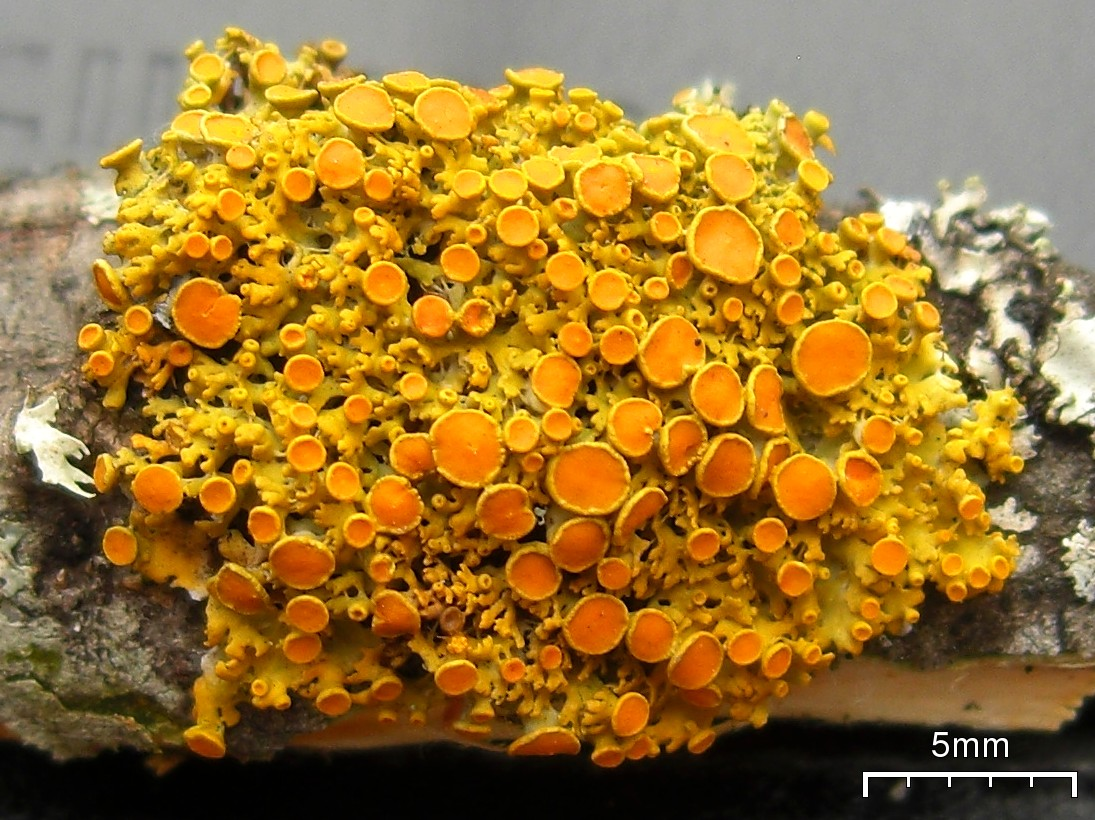